# 拉斯维加斯克伦威尔酒店
克倫威爾酒店（英語：The Cromwell Las Vegas），過去曾称為比爾賭場（Bill's Gamblin' Hall and Saloon）是位於美國內華達州拉斯維加斯賭城大道上的一間賭場酒店，由哈拉斯娛樂所持有及營運。酒店建於1979年，只有196間客房，是拉斯維加斯大道上其中一間最小的酒店建築物。另外，其內觀設計相當復古，亦是大道上其中一間最有昔日拉斯維加斯風情的賭場酒店。
賭場酒店原稱為巴伯利海岸酒店(Barbary's Coast)，其原持有者保特博彩集團為發展旗下的新酒店項目Echelon Place(即原星塵酒店地段的發展計劃)，而於2007年3月1日與哈拉斯娛樂以巴伯利海岸酒店交換位於項目旁邊的一幅土地。新名字則以哈拉斯娛樂的創始者比爾．哈拉(Bill Harrah)的名字命名。

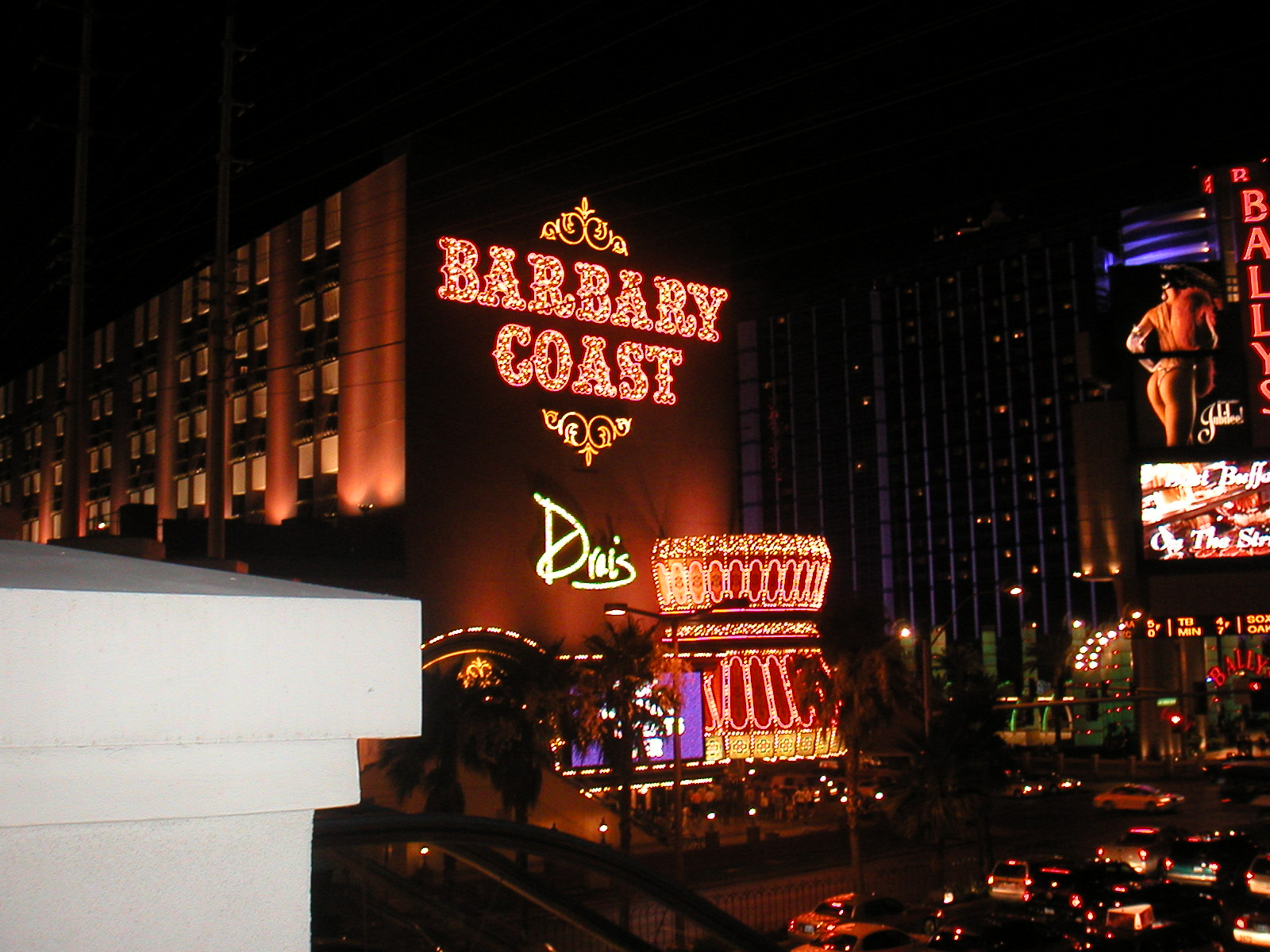
巴伯利海岸時期的外觀(攝於2005年6月)

## 歷史
巴伯利海岸一名來源自十九世紀歐洲人對摩洛哥、阿爾及利亞、突尼西亞和利比亞沿海北非海岸的稱謂，當時此帶海岸經常有海盜出沒，治安非常雜亂。及後，三藩市的淘金熱興起，外地人不斷湧入，令當地治安有如北非海岸一樣，故此三藩市亦被人稱為巴伯利海岸。
酒店所處的土地一直是以租借的形式使用的，直至2005年9月6日，保特集團以一千六百萬美元購置了酒店所處位置的一萬七千平方米土地。

## 外部連結
- 官方網站 （页面存档备份，存于）